# Madhuca lobbii
Madhuca lobbii är en tvåhjärtbladig växtart som först beskrevs av Charles Baron Clarke, och fick sitt nu gällande namn av Herman Johannes Lam. Madhuca lobbii ingår i släktet Madhuca och familjen Sapotaceae.
Artens utbredningsområde är Burma. Inga underarter finns listade i Catalogue of Life.